# Świadkowie Jehowy na Cyprze
Świadkowie Jehowy na Cyprze – społeczność wyznaniowa na Cyprze, należąca do ogólnoświatowej wspólnoty Świadków Jehowy, licząca w 2023 roku 3116 głosicieli, należących do 41 zborów i 17 grup, w których używa się 14 różnych języków. W 2023 roku na dorocznej uroczystości Wieczerzy Pańskiej zgromadziły się 5673 osoby. Od 2012 roku działalność miejscowych głosicieli koordynuje greckie Biuro Oddziału. Biuro Krajowe znajduje się w Pera Chorio.

## Historia

### Początki
Pierwsza wzmianka dotycząca działalności na Cyprze pojawiła się w angielskim wydaniu „Strażnicy” z 1 października 1922 roku. Z opublikowanego w tym czasopiśmie listu wynikało, iż ormiański duchowny Haroutune Hagob Manoushagian, otrzymawszy publikacje Towarzystwa Strażnica, rozpowszechniał nowo przyjęte wierzenia mieszkającym na wyspie Grekom, Ormianom, Turkom i Żydom. We wrześniu 1924 roku ze Stanów Zjednoczonych powrócił Cypryjczyk Kiros Charalambus, który przywiózł ze sobą wiele traktatów z serii „Kazalnica ludowa” o tytule „Gdzie są umarli” i wysłał po jednej sztuce wójtom i nauczycielom w każdej wsi i miasteczku na wyspie. Pierwszymi, którzy przyjęli wierzenia Badaczy Pisma Świętego, byli mieszkańcy wsi Ksilofaghu: rolnik Antonis Spetsiotis, nauczyciel Andreas Christu oraz inspektor sanitarny z wioski w okręgu Nikozji, Trifon Kalojiru.
W 1934 roku przybyli z Grecji dwaj pionierzy, Nikos Matheakis i Triandafilopulos, którzy gorliwie głosili na wyspie. W Ksilofaghu powstał pierwszy cypryjski zbór. Z czasem po przebudowie pomieszczeń gospodarczych na posesji Giorgosa i Eleni Spetsiotisów powstała pierwsza Sala Królestwa. Do Famagusty przybyli egipscy współwyznawcy małżeństwo Laghakos, mówiący po grecku. Prowadzili oni działalność kaznodziejską we wszystkich cypryjskich miastach. Wkrótce w Nikozji powstał zbór. W starej części miasta otoczonej murami mieszkało sporo Turków cypryjskich. Tam też Świadkowie Jehowy spotykali się na zebraniach w domu byłego muzułmanina. W tym samym roku działalność rozpoczął Christos Kurdelidhis, który w ciągu następnych 17 lat głosił w niemal we wszystkich 650 wioskach na Cyprze. W 1938 roku Triandafilopulos powrócił do Grecji, a małżeństwo Laghakosów wyjechało do Syrii i tym samym pierwotna grupka pionierów się rozproszyła. Na wyspie pozostało 4 miejscowych pionierów i 7 głosicieli, a na uroczystości Wieczerzy Pańskiej (Pamiątce) zebrało się 40 osób.
Osobom, które przyjmowały wierzenia Świadków Jehowy odmawiano prawa do ślubu czy pogrzebu. Ponieważ władze nie uznawały wyznania Świadków Jehowy odmówiły udzielenia ślubu cywilnego Matheakisowi. Dopiero gdy londyńskie Biuro Oddziału wydało dokument poświadczający iż cypryjscy Świadkowie Jehowy są związani z International Bible Students Association (Międzynarodowym Stowarzyszeniem Badaczy Pisma Świętego założonym w 1914 roku w Anglii) brytyjskie władze na Cyprze wydały zezwolenie na ślub cywilny. W czasie II wojny światowej literatura Świadków Jehowy wysyłana na Cypr była konfiskowana na podstawie przepisów o cenzurze. Publikacje biblijne zostały zwrócone głosicielom kilka miesięcy przed końcem wojny.

### Okres powojenny
W 1947 roku na Cypr przybył pierwszy absolwent Szkoły Gilead – misjonarz Andonios Karandinos, Grek mieszkający w Stanach Zjednoczonych. Działalność kaznodziejską na wyspie prowadziło wówczas 33 głosicieli. Rok później na Cypr skierowano dwoje następnych misjonarzy po tym, jak musieli opuścić Grecję. W maju tego samego roku przyjechał na Cypr Don Rendell, absolwent ósmej klasy Szkoły Gilead, któremu władze Egiptu nakazały opuszczenie kraju. W tym samym 1948 roku Towarzystwo Strażnica otworzyło w Larnace Biuro Oddziału, a jego nadzorcą został Anthony Sideris, absolwent Szkoły Gilead. Gdy Sideris został skierowany do Grecji, sługą oddziału do roku 1957 został Don Rendell. W 1948 roku na wyspie działalność kaznodziejską prowadziło 50 głosicieli, którzy wzięli udział w czteromiesięcznej kampanii, w trakcie której do rąk Cypryjczyków trafiło 72 000 publikacji religijnych. W Limassol postawiono przed sądem, dwóch głosicieli oskarżonych o prozelityzm, po czym skazano ich na miesiąc więzienia.
W roku 1948 radca prawny Towarzystwa Strażnica wystąpił do władz brytyjskich z prośbą o upoważnienie Sawasa Dhrusiotisa do udzielania ślubów. Od roku 1949 został on pierwszym Świadkiem Jehowy posiadającym takie uprawnienia. W okresie późniejszym uprawnienia do udzielania ślubów otrzymali inni głosiciele. W związku z problemami z pochówkiem w roku 1950 władze przyznały Świadkom Jehowy prawo do posiadania własnego cmentarza w pobliżu stolicy. W roku 1989 otworzono drugi cmentarz we wsi Nisu.
W 1950 roku na Cypr przyjechali kolejni misjonarze Szkoły Gilead, a w niektórych większych miastach otworzono domy misjonarskie. W działalności kaznodziejskiej uczestniczyły 204 osoby. W Pafos zorganizowano pierwsze na Cyprze zgromadzenie obwodowe z udziałem około 500 osób. Miejscowy Kościół prawosławny próbował nie dopuścić do zgromadzenia i na różne sposoby utrudniał działalność.
W roku 1951 w Famaguście otwarto nowe Biuro Oddziału. W grudniu 1951 roku Cypr odwiedził Nathan H. Knorr, któremu towarzyszył Milton G. Henschel. Trzydniowe zgromadzenie zorganizowane z tej okazji odbyło się w stołecznym kinie Royal, zaś w kinie Pallas N.H. Knorr wygłosił wykład publiczny „Czy religia sprosta kryzysowi społecznemu?”, którego wysłuchało około 420 osób. Rok później Świadkowie Jehowy zorganizowali w kinie w Famaguście zgromadzenie, w którym wzięło udział ponad 350 osób. Zgromadzenie to usiłował przerwać tłum ludzi, który wyruszył z pobliskiej cerkwi. W tamtych latach zdarzały się też ataki miejscowej ludności na głosicieli podczas służby kaznodziejskiej zakończone wyrokami skazującymi atakujących. W 1955 roku rozpoczęto ogólnokrajową projekcję filmu Towarzystwa Strażnica „Społeczeństwo Nowego Świata w działaniu”.

### Trudne lata 60.
W marcu 1960 roku zarejestrowano miejscową korporację prawną pod nazwą Zbór Świadków Jehowy na Cyprze. 16 sierpnia 1960 roku Cypr wyzwolił się spod panowania brytyjskiego i stał się republiką. Przed końcem roku w Sali Królestwa w Ksilofaghu w zamachu wymierzonym przeciw Świadkom Jehowy eksplodowały dwie bomby. Ponieważ wybuch miał miejsce po północy nikt nie odniósł szkody lecz obiekt został zniszczony. W miejscowości Pendajia bomba eksplodowała pod domem zamieszkanym przez czterech pionierów specjalnych. Zdarzały się też próby zastraszania, np. nocą ostrzeliwano domy zamieszkane przez Świadków Jehowy i ich rodziny w celu zmuszenia ich do wyprowadzki. 11 września 1962 roku fanatycy religijni brutalnie pobili troje Świadków Jehowy w domu misjonarskim w Famaguście. W trakcie zamieszek pomiędzy Grekami a Turkami w miasteczku Trachonas w drodze do pracy jeden z głosicieli został pchnięty nożem i zmarł. W Trachonas powstała też duża Sala Królestwa.
W 1963 roku w ramach serii kongresów międzynarodowych pod hasłem „Wiecznotrwała dobra nowina” z udziałem grupy uczestników podróżujących dookoła świata jeden z nich zorganizowano w Nikozji. W tym czasie służbę kaznodziejską na Cyprze pełniło 516 osób.
W 1964 roku władze wydały ustawę o powszechnej służbie wojskowej – była to poważna próba chrześcijańskiej neutralności dla Świadków Jehowy w wieku poborowym. Niektórzy podjęli służbę i z tego powodu przestali należeć do zboru, inni postanowili wyemigrować z Cypru do innych krajów. W efekcie liczba osób uczestniczących w służbie kaznodziejskiej spadła do 394 w roku 1966. W czerwcu 1966 roku Rada Ministrów Republiki Cypru próbowała wprowadzić ustawę o zakazie prozelityzmu, w myśl której ten kto odwiedzałby innych ludzi w ich domach w celu nawracania lub rozpowszechniałby publikacje religijne aby kogoś nawracać, miałby podlegać karze więzienia do lat dwóch i karze grzywny. Świadkowie Jehowy interweniowali u Sekretarza Generalnego Organizacji Narodów Zjednoczonych, a ustawa ta nie została poddana pod głosowanie.

### Dalszy rozwój działalności
W 1967 roku liczba głosicieli wyniosła 431 osób. W tym czasie cypryjski oddział Towarzystwa Strażnica założył fundusz budowlany. W kwietniu następnego roku Milton G. Henschel jako nadzorca strefy odwiedził Cypr, skierowano także na wyspę małżeństwo misjonarzy Luisa Kopiasa z żoną Stellą. Luis Kopias zajął się organizacją programu budowlanego. W ramach programu pierwszym zrealizowanym przedsięwzięciem była budowa Sali Królestwa w Famaguście na 230 osób. Sala ta wraz z przyległym dziedzińcem umożliwiała organizowanie zgromadzeń obwodowych. W 1969 roku w Ajos Dhometios na przedmieściach Nikozji oddano do użytku pomieszczenia Biura Oddziału. Uroczystego oddania do użytku dokonał Frederick W. Franz. Kolejne Sale wybudowano w Ksilofaghu na 450 osób, Limassol wraz z domem misjonarskim, w Pafos, Larnace, Liopedrii i Poli Chrisochus.
W listopadzie 1972 roku wyspę ponownie odwiedził Nathan H. Knorr w związku z mającym się odbyć latem następnego roku kongresem międzynarodowym i wygłosił w Nikozji specjalne przemówienie skierowane do głosicieli z całego Cypru. Don Rendell, który w roku 1972 powrócił na Cypr, by pełnić służbę pionierską, został mianowany nadzorcą obwodu. W lipcu 1973 roku na Cyprze odbył się kongres międzynarodowy pod hasłem „Boskie zwycięstwo”. Ponieważ nie można było wynająć stadionu lub innego odpowiedniego miejsca zostało ono zorganizowane na terenie dużej Sali Królestwa w Trachonas oraz na przyległym do niej terenie. Delegaci kongresowi mieli możliwość zwiedzić położone na Cyprze miejsca znane z Biblii. W roku 1978 w kongresie pod hasłem „Zwycięska wiara”  uczestniczyło 1057 osób.
W 1974 roku doszło do zbrojnego przewrotu i obalenia prezydenta, a następnie inwazji dokonanej przez wojska tureckie. W wyniku zmian politycznych i podziału wyspy na część grecką i część turecką cztery zbory się rozproszyły, a 300 głosicieli straciło cały swój dobytek. W trakcie działań wojennych uszkodzono też budynki Biura Oddziału w Ajos Dhometios pod Nikozją. Dla poszkodowanych głosicieli Ciało Kierownicze zorganizowało międzynarodową pomoc. Od Świadków Jehowy w Grecji napłynęły artykuły pierwszej potrzeby, a od współwyznawców z Wielkiej Brytanii – środki finansowe na potrzebne artykuły.
Po zakończeniu walk w Limassol w dawnym kinie mogącym pomieścić 800 osób utworzono po przebudowie Salę Zgromadzeń, a miejscowy zbór wykorzystywał część obiektu jako miejsce zebrań. Obiekt ten był wielokrotnie modernizowany. Od 1994 roku w Limassol odbywały się trzy serie zgromadzeń okręgowych rocznie dla cypryjskich Świadków Jehowy. Od roku 1974 do 1988 w Limassol funkcjonowało również miejscowe Biuro Oddziału. Pod koniec roku 1981 Don Rendell został przeniesiony z Grecji i został koordynatorem cypryjskiego Komitetu Oddziału. Na początku 1985 roku liczba głosicieli uczestniczących w działalności kaznodziejskiej przekroczyła 1000 osób. W 1985 roku gdy obiekty Biura stały się za małe Ciało Kierownicze zezwoliło na budowę nowego obiektu. W czerwcu 1988 roku Biuro Oddziału przeniesiono do Nisu w pobliżu Nikozji do przebudowanego obiektu w pobliżu miejscowej Sali Królestwa.
W latach 1978 i 1979 w prasie zwracano uwagę na odmowę pełnienia służby wojskowej przez Świadków Jehowy, która kończyła się pozbawieniem wolności. Po 1980 roku, ze względu na odmowę pełnienia służby wojskowej, do więzień trafiło co najmniej 130 Świadków Jehowy (niektórych spotykało to kilkakrotnie – nawet trzy i cztery razy). Od lipca 1990 starszych zboru i sług pomocniczych w zborach Świadków Jehowy uznano za kaznodziejów religijnych i jako takich zwolniono z obowiązku służby wojskowej. W 1993 roku organizacja Amnesty International wniosła protest w związku z 28-letnim Jeorjosem Anastasiegiem Petru. 1 lipca 1993 roku po raz czwarty stanął on przed sądem za odmowę pełnienia służby wojskowej ze względu na chrześcijańskie sumienie i otrzymał wyrok sześciu miesięcy więzienia. Łącznie został skazany na dwa lata i dwa miesiące. Członkowie rządu otrzymali liczne listy protestacyjne od organizacji broniących praw człowieka, zawierające prośbę o rozwiązanie kwestii osób, którym sumienie nie pozwala służyć w wojsku.
16 kwietnia 1991 roku prokurator generalny skierował do Ministerstwa Edukacji memorandum, w którym wyjaśnił, że w świetle konstytucji cypryjskiej Świadkowie Jehowy są „znaną religią”. Stanowisko to zagwarantowało równe traktowanie Świadków Jehowy w porównaniu z innymi wyznaniami. Odtąd na świadectwach szkolnych głosicielom zwyczajowo wpisywano wyznanie: „Świadkowie Jehowy”, co wcześniej nie było praktykowane i było przyczyną wielu utrudnień. Natomiast Ministerstwo Handlu 17 czerwca 1992 roku zwolniło Świadków Jehowy od podatku gruntowego oraz postanowiło zrefundować podatki zapłacone od roku 1981. W marcu 1994 roku w działalności kaznodziejskiej uczestniczyło 1544 głosicieli należących do 16 zborów. W tym czasie w Komitecie Oddziału usługiwali: Andreas Kosta Efthymiu, Andreas Kondojorji oraz James Petridis.
8 sierpnia 2002 roku został zniesiony obowiązujący Świadków Jehowy od roku 1997 zakaz wstępu na terytorium Cypru Północnego, zwrócono dwie zarekwirowane tam Sale Królestwa (w Nikozji Północnej i Famaguście). W 2019 roku na tym terytorim działały dwa zbory tureckojęzyczne, dwa angielskojęzyczne, grupa arabskojęzyczna, rosyjskojęzyczna i dwie grupy francuskojęzyczne.
17 października 2002 roku pięciu Świadków Jehowy stanęło w obliczu kary pozbawienia wolności lub grzywny nałożonej przez Trybunał Wojskowy w Limassol, ponieważ istniejące wówczas prawodawstwo w tym kraju nie uznawało praw rezerwistów do odmowy pełnienia służby wojskowej ze względu na przekonania i zakwalifikowania ich do alternatywnej służby cywilnej.
Na kongresie pod hasłem „Wyzwolenie jest blisko!”, które odbyło się w roku 2006 w Limassol, po raz pierwszy od 1974 roku mogli spotkać się wszyscy cypryjscy Świadkowie Jehowy (w tym z Cypru Północnego).
W 2009 roku w działalność kaznodziejską prowadziły 2302 osoby. Dwa lata później na uroczystości Wieczerzy Pańskiej (Pamiątce) zebrały się 5043 osoby. W 2012 roku Biuro Oddziału mieszczące się w Dali zostało zamknięte. Nadzór nad działalnością na wyspie przejęło greckie Biuro Oddziału. Wśród miejscowych pionierów usługują również absolwenci Kursu dla Ewangelizatorów Królestwa z Polski.
W 2021 roku zanotowano liczbę 2866 głosicieli, a na uroczystości Wieczerzy Pańskiej zebrało się 5588 osób.
Zebrania zborowe na Cyprze odbywają się w różnych językach m.in.: greckim, tureckim, arabskim, angielskim, bułgarskim, chińskim, francuskim, gruzińskim, hindi, perskim, romani (południowa Grecja), rosyjskim, rumuńskim, syngaleskim, tagalskim, wietnamskim i greckim j. migowym (w latach 2010–2013 zebrania odbywały się także w j. polskim), a kongresy w j. greckim, tureckim, angielskim, arabskim, bułgarskim, rosyjskim, rumuńskim, syngaleskim i greckim migowym.